# いせ丸
いせ丸（いせまる）は、フジフェリーが運航していたフェリー。後に日本カーフェリーでみやさきとして就航した。

## 概要
林兼造船下関造船所で建造され、1973年7月に竣工したが、松坂港での漁業補償がまとまらず航路開設が遅れたため、日本沿海フェリーに用船され東京 - 苫小牧航路に就航した。1974年7月には主機不調のあるびれおの代船として太平洋沿海フェリーに用船された。その後、1974年10月17日にフジフェリーの東京 - 伊勢航路に就航した。
1978年9月に事故で沈没したさいとばるの代船として、日本カーフェリーに売却されみやさきとして、11月に神戸航路に就航した。
その後、シーコムによる日本カーフェリーの買収で、シーコムフェリー（マリンエキスプレスに社名変更）へ継承され運航されたが、1996年12月、神戸航路の減便とみやざきエキスプレスの就航により、えびのとともに引退、その後、海外売船された。
その後、海外売船され、フィリピンのネグロス・ナビゲーションに売却され、St. Ezekiel Morenoとなり、スーパーフェリーで就航した。引退後、スクラップとして売却、解体された。

### 航路
フジフェリー
- 東京港（東京港フェリーターミナル） - 松阪港

当初は東京 - 松阪 - 名古屋航路での運航を計画していたが、1974年5月に断念した。また、就航当初は東京港フェリーターミナルのバースに空きがなく、有明埠頭を暫定のりばとして使用していた。本船としま丸の2隻で運航していたが、1978年8月以降はしま丸のみでの運航となった。
日本カーフェリー
- 神戸港（東神戸フェリーセンター） - 細島港

本船とえびので運航されていた。下り便は、神戸19時発、細島翌9時20分着（所要時間14時間20分）、上り便は、細島21時発、神戸翌11時着（所要時間14時間）のダイヤが組まれていた。

## 設計
船体は6層構造で、上部からプロムナードデッキ、A・B・C・D・Eデッキと呼称しており、プロムナードデッキは操舵室および乗組員区画、Aデッキは旅客区画、Bデッキは船首側に乗組員区画、船尾側にドライバー区画、C・Dデッキは車両搭載区画、Eデッキは機関室となっていた。Bデッキの中央部は吹き抜けでCデッキの天井高を確保しており、CデッキとDデッキは2箇所のスロープで連絡されていた。ランプウェイは船首と船尾右舷に装備しており、Dデッキに接続していた。

## 船内

### 船室
- 特等室（2名×6室） - 12名
- 1等洋室（6名×14室） - 84名
- 1等和室（4名×16室） - 64名
- 2等室 - 460名
- ドライバー室 - 72名

### 設備
Aデッキ
- 案内所
- 売店
- レストラン
- スナック
- ラウンジ
- 特等室
- 1等室
- 2等室
- 特2等室

Bデッキ
- ドライバールーム
- 浴室

## 事故・インシデント
自動車運搬船との接触
1976年11月5日23時30分頃、東京港から松阪港へ向かっていた本船は下田沖約18kmを航行中カナダから名古屋港へ向け航行していた自動車運搬船「かなだ丸」と接触。両船とも小破したものの負傷者はなし。
乗組員食堂火災
1976年12月28日、松阪港から東京港へ向かっていた本船は、伊勢湾を航行中、乗組員食堂付近の廊下から出火、約30分後に鎮火したが食堂の一部が焼損、乗組員1名が死亡した。旅客・車両搭載区画への延焼は抑えられたため、旅客、搭載車両へ被害はなかった。